# 中島さおり
中島 さおり（なかじま さおり、1961年 - ）は、フランス文学者、翻訳家、エッセイスト。

## 来歴
父はフランス文学者の中島昭和、母も同業の中島公子、妹は直木賞作家の中島京子。東京都生まれ。早稲田大学第一文学部卒業、学習院大学大学院人文科学研究科フランス文学専攻博士前期課程修了。1987年に渡仏し、パリ第3大学比較文学科博士準備課程修了。滞在中にフランスの週刊新聞社で日本部門の新聞記事の抜粋翻訳編集の仕事に携わる。1995年に帰国して、中央大学などでフランス語の非常勤講師を務めた後、1998年再渡仏。現在はフランス人の夫と2人の子どもとパリ近郊で暮らす。
2006年『パリの女は産んでいる―『恋愛大国フランス』に子供が増えた理由』で第54回日本エッセイスト・クラブ賞受賞。

## 著書
- パリの女は産んでいる <恋愛大国フランス>に子供が増えた理由 ポプラ社 2005.11 のち文庫
- パリママの24時間 仕事・家族・自分 集英社 2008.10
- なぜフランスでは子どもが増えるのか フランス女性のライフスタイル 講談社現代新書 2010.5
- 哲学する子どもたち: バカロレアの国フランスの教育事情 河出書房新社 2016.11

## 翻訳
- すばらしい誕生の物語 リヨネル・ジャンドロン 中島公子共訳 女子パウロ会 1985.11
- 幻想文学 ジャン＝リュック・スタインメッツ 白水社 1993.5 (文庫クセジュ）
- ハロウィーンってなぁに? クリステル・デモワノー 主婦の友社 2006.10 (主婦の友はじめてブック)
- 赤ちゃんが生まれる いのちの冒険旅行 ニルス・タヴェルニエ ブロンズ新社 2007.6